# Candida humilis
Candida humilis är en svampart som först beskrevs av E.E. Nel & van der Walt, och fick sitt nu gällande namn av S.A. Mey. & Yarrow 1978. Candida humilis ingår i släktet Candida, ordningen Saccharomycetales, klassen Saccharomycetes, divisionen sporsäcksvampar och riket svampar.   Inga underarter finns listade i Catalogue of Life.